# Jaap Brandenburg
Jacob (Jaap) Brandenburg (Amsterdam, 22 augustus 1899 - aldaar, 7 maart 1957) was een Nederlands communist, politicus en verzetsman tijdens de Tweede Wereldoorlog. Van beroep was hij bouwvakker. Als instructeur voor het district Amsterdam van de CPN was hij een van de organisatoren van de Februaristaking. Van 1943 tot 1945 zat hij in de illegale leiding van de CPN. Nadien werd hij voor die partij gekozen in de gemeenteraad van Amsterdam en vanaf 1946 was hij tevens lid van de Eerste Kamer. In november 1956 werd hij eveneens verkozen tot lid van de Eerste Kamer, maar hij was toen al ziek en kon daardoor de eed niet afleggen noch de functie opnemen. Enige maanden later overleed hij. Van 1935 tot aan zijn dood maakte hij deel uit van de leiding van de CPN.

## Levensloop
Brandenburg werd geboren als zoon van Albertus Brandenburg (1860-1930) en Catharina Abbenes (1862-1913) op de Laagte Kadijk, tussen de Jodenbuurt en de Eilanden. Hij kwam uit een gezin van negen kinderen. Op zijn twaalfde verliet hij school en ging werken. De vroege dood van zijn moeder sloeg het gezin uit elkaar, en Jaap nam zijn intrek bij een getrouwde broer.
In 1933 trad Jaap in het huwelijk met Wilhelmina van der Meijden (1908-1988); het huwelijk bleef kinderloos. Met de bouw van het Tropenmuseum in Amsterdam werd hij bouwvakarbeider. In 1928 trad hij toe tot de CPN. Hij was onder meer actief in de werklozenbeweging en tijdens het Jordaanoproer in 1934. Jaap werd organisatie-secretaris van het district Noord-Holland-Utrecht. Hij bleek een bekwaam organisator en in 1935 werd hij als politiek secretaris aangesteld van het district Rotterdam. Drie jaar later werd hij secretaris voor Zuid-Holland. Op het partijcongres in 1938 werd hij verkozen in het Dagelijks Bestuur van de CPN. Tot de Duitse inval in mei 1940 bleef hij in gestationeerd in Zuid-Holland, waarna hij met zijn vrouw terugkeerde naar Amsterdam.

### Bezetting
In juni 1940 kreeg Jaap Brandenburg van de illegale CPN leiding de opdracht de ondergrondse CPN in Amsterdam te organiseren. Hij gaf leiding aan de omschakeling naar de illegaliteit; de uitgave, vervaardiging en verspreiding van de illegale krant De Waarheid; het werven van fondsen voor de solidariteitsfondsen (Sol-fonds) van de CPN en aan de stakingsacties in de bedrijven in het najaar 1940, die de opmaat vormde voor de Februaristaking 1941.
Na de Februaristaking was Jaap Brandenburg een van de meest gezochte CPN-ers. Samen met zijn vrouw dook hij onder in Tilburg. Hij ging door voor lift-monteur. Jaap Brandenburg werd verantwoordelijk gesteld voor het illegale werk in Noord-Brabant en Zuid-Holland. Zijn schuilnaam was "Tom". De Amsterdamse Februaristaker Wouter Kalf omschreef Jaap in 1957 als "een generaal [...] in het proletarische leger". "Het verzet, de Februaristaking en Jaap Brandenburg zijn ondeelbaar."

### Illegale leiding
Na het uiteenslaan van de illegale leiding van de CPN, door arrestaties als gevolg van het verraad van Vosveld, werd Jaap Brandenburg opgenomen in de illegale partijleiding. Hij verzamelde nieuwe, jonge mensen om zich heen om de gaten die er waren gevallen in de organisatie op te vullen. Een poging van zijn kant om contact op te nemen met de ondergedoken CPN-leider Paul de Groot mislukte. In 1944 vertegenwoordigde Jaap Brandenburg de illegale CPN in de "Kleine Raad der Illegaliteit". Ten tijde van de bevrijding in mei 1945 bevond hij zich weer in Amsterdam.

### Na de oorlog
Na de bevrijding was Jaap Brandenburg lid van de Grote Adviescommissie. Hij maakte deel uit van het Landelijk Bureau van de Waarheid-beweging, zoals de CPN op dat moment heette. Op de Juli-conferentie in 1945 behoorde hij tot de groep die ijverde voor heroprichting van de CPN. In 1946 werd hij opnieuw in het partijbestuur verkozen, waar hij tot zijn dood deel van uitmaakte. Vanaf oktober 1945 was hij lid van de Amsterdamse gemeenteraad. In juli 1946 werd hij lid van de Eerste Kamer en fractievoorzitter.
In 1951 weigerde hij de hem toegekende Kings Medal for Courage in the Cause of Freedom. Jaap Brandenburg verklaarde: "Ik wens te verklaren, dat ik de orde niet kan aanvaarden met het oog op het feit, dat de Britse regering thans samenwerkt met dezelfde elementen in Duitsland, die verantwoordelijk zijn voor het aan de macht komen van de nazi's, die ons land bezet hebben en tegen wie ik in de Nederlandse Ondergrondse Beweging voor de zaak van de vrijheid heb gestreden."
- Biografisch Portaal: 77283293
- Parlement.com: vg09lkyneer0